# شوروز
شوروز (انگلیسی: Chevreuse) یک کمون در بخش ایولین فرانسه، در ناحیه ان (ا-دو-فرانس)، شمال مرکزی فرانسه است.

## تاریخچه
شوروز در قرن دهم تشکیل شد و در سال ۱۹۸۰ هزاره خود را جشن گرفت. پاتریس پلویت، برنده جایزه آمریگو وسپوچی در سال ۲۰۰۸، در سال ۱۹۷۷ در شوروز به دنیا آمد.